# Takama minuta
Takama minuta är en insektsart som beskrevs av Irena Dworakowska 1980. Takama minuta ingår i släktet Takama och familjen dvärgstritar. Inga underarter finns listade i Catalogue of Life.